# NK NA Libertas Dubrovnik
Nogometni klub "NA Libertas" (N.K.N.A. "Libertas"; NK "NA Libertas"; "NA Libertas" Dubrovnik; NA Libertas; Libertas) je nogometni klub iz Dubrovnika, Dubrovačko-neretvanska županija, Republika Hrvatska. 
 
U sezoni 2024./25. "NA Libertas se natječe u "2. ŽNL Dubrovačko-neretvanskoj", ligi šestog stupnja hrvatskog nogometnog prvenstva.

## O klubu
NK "NA Libertas" je osnovan 2010. godine. Klub je pretežno orijentiran na rad s mlađim dobnim kategorijama. Seniorska momčad je formirana 2014. godine, te je u sezoni 2014./15. igrala u "2. ŽNL Dubrovačko-neretvanskoj", te potom ugašena. Seniorska momčad je nanovo formirana 2020. godine. 
 
U lipnju 2017. godine "NA Libertas" je potpisao ugovor o suradnji sa splitskim "Hajdukom".

## Igralište
"NA Libertas" koristi igralište Gospino Polje u Dubrovniku, te igralište u naselju Kupari, na kojem seniorska momčad igra ligaške utakmice.

## Pregled plasmana po sezonama
| sezona                | rang lige                                              | liga                                                   | dio                                                    | poz.                                                   | klubova u ligi                                         | ut                                                     | pob                                                    | ner                                                    | por                                                    | gol+                                                   | gol-                                                   | bod                                                    | napomene                                               | izvori                                                 |
| NA Libbertas          | NA Libbertas                                           | NA Libbertas                                           | NA Libbertas                                           | NA Libbertas                                           | NA Libbertas                                           | NA Libbertas                                           | NA Libbertas                                           | NA Libbertas                                           | NA Libbertas                                           | NA Libbertas                                           | NA Libbertas                                           | NA Libbertas                                           | NA Libbertas                                           | NA Libbertas                                           |
| --------------------- | ------------------------------------------------------ | ------------------------------------------------------ | ------------------------------------------------------ | ------------------------------------------------------ | ------------------------------------------------------ | ------------------------------------------------------ | ------------------------------------------------------ | ------------------------------------------------------ | ------------------------------------------------------ | ------------------------------------------------------ | ------------------------------------------------------ | ------------------------------------------------------ | ------------------------------------------------------ | ------------------------------------------------------ |
| 2014./15.             | V.                                                     | 2. ŽNL Dubrovačko-neretvanska                          |                                                        | 5.                                                     | 9                                                      | 16                                                     | 7                                                      | 3                                                      | 6                                                      | 31                                                     | 25                                                     | 24                                                     |                                                        |                                                        |
| 2015./16. – 2020./21. | seniorska momččad nije postojala ili se nije natjecala | seniorska momččad nije postojala ili se nije natjecala | seniorska momččad nije postojala ili se nije natjecala | seniorska momččad nije postojala ili se nije natjecala | seniorska momččad nije postojala ili se nije natjecala | seniorska momččad nije postojala ili se nije natjecala | seniorska momččad nije postojala ili se nije natjecala | seniorska momččad nije postojala ili se nije natjecala | seniorska momččad nije postojala ili se nije natjecala | seniorska momččad nije postojala ili se nije natjecala | seniorska momččad nije postojala ili se nije natjecala | seniorska momččad nije postojala ili se nije natjecala | seniorska momččad nije postojala ili se nije natjecala | seniorska momččad nije postojala ili se nije natjecala |
| 2020./21.             | V.                                                     | 2. ŽNL Dubrovačko-neretvanska                          |                                                        | 5.                                                     | 8                                                      | 14                                                     | 6                                                      | 2                                                      | 6                                                      | 26                                                     | 18                                                     | 20                                                     |                                                        |                                                        |
| 2021./22.             | V.                                                     | 2. ŽNL Dubrovačko-neretvanska                          |                                                        | 5.                                                     | 10                                                     | 18                                                     | 9                                                      | 2                                                      | 7                                                      | 37                                                     | 30                                                     | 29                                                     |                                                        |                                                        |
| 2022./23.             | VI.                                                    | 2. ŽNL Dubrovačko-neretvanska                          |                                                        | 4.                                                     | 10                                                     | 18                                                     | 9                                                      | 1                                                      | 8                                                      | 27                                                     | 28                                                     | 28                                                     |                                                        |                                                        |
| 2023./24.             | VI.                                                    | 2. ŽNL Dubrovačko-neretvanska                          |                                                        | 7.                                                     | 10                                                     | 18                                                     | 6                                                      | 4                                                      | 8                                                      | 20                                                     | 32                                                     | 22                                                     |                                                        |                                                        |
| 2024./25.             | VI.                                                    | 2. ŽNL Dubrovačko-neretvanska                          |                                                        |                                                        | 9                                                      |                                                        |                                                        |                                                        |                                                        |                                                        |                                                        |                                                        |                                                        |                                                        |

## Vanjske poveznice
- Nkna Libertas, facebook stranica
- nalibertas.hr, wayback arhiva
- nalibertas.hr, Klub, wayback arhiva
- zns-dn.com, NA Libertas
- sofascore.com, NK NA Libertas Dubrovnik
- sportilus.com, NKNA LIBERTAS DUBROVNIK